# 下田町 (青森県)
下田町（しもだまち）は、青森県上北郡の東南部に位置した町である。イオン下田SC開店以降、隣市である八戸市、三沢市のベッドタウン化が進んでいた。
2006年3月1日、上北郡百石町と合併し「おいらせ町」となった。

## 地理
上北郡の東南部に位置する。東西を十和田湖を源流とする奥入瀬川が流れる。

### 隣接していた自治体
- 八戸市
- 三沢市
- 上北郡：六戸町、百石町
- 三戸郡：五戸町

## 町名の由来
奥入瀬川流域の下（しも）に開けた田どころであることによる。

## 歴史

### 沿革
- 1889年（明治22年）4月1日 町村制施行に伴い、下田村が成立。
- 1948年（昭和23年）字古間木の一部を大三沢町（現:三沢市）に編入。
- 1969年（昭和44年）8月1日 町制施行して下田町となった。
- 2006年（平成18年）3月1日 上北郡百石町と合併し、おいらせ町となった。

## 産業

### 農業
- コメ
- ニンジン
- ナガイモ

### 商業
- イオン下田ショッピングセンター（現：イオンモール下田）：青森県南地域最大級のショッピングセンター。ジャスコ下田店を中心に、100店舗以上が出店する。シネコンを併設する。

### 工業
- ベッドタウン化に伴い、進出工場も増加傾向にある。

## 地域
- 所轄警察署
  - 三沢警察署管内
    - 下田駐在所
- 所轄消防署
  - 八戸地域広域市町村圏事務組合八戸北消防署
- 所轄郵便局
  - 下田郵便局

### 教育
- 下田町立下田中学校
- 下田町立木ノ下中学校
- 下田町立下田小学校
- 下田町立木ノ下小学校
- 下田町立木内々小学校

### 金融機関
- 十和田信用金庫（当時・その後八戸信用金庫に合併され、現在は青い森信用金庫）下田支店（現：青い森信用金庫おいらせ支店）

## 交通

### 鉄道
- 東日本旅客鉄道
  - 東北本線：下田駅 - 向山駅

### バス
- 十和田観光電鉄
- 下田町民バス（愛称：しーもくんバス）

### 道路
- 一般国道
  - 国道45号
- 有料道路
  - 百石道路
  - 第二みちのく有料道路

## 名所・旧跡・観光スポット・祭事・催事

### 名所・旧跡
- 氣比神社：南部藩最大の藩営牧場があったことより、馬を祀る神社として17世紀に創建される。
- 一里塚公園
- カワヨグリーン牧場：ユースホステル併設。
- 間木堤：ハクチョウ飛来地

### 祭事・催事
- 氣比神社大祭：7月上旬
- 下田まつり：9月下旬
- 白鳥祭り

### 特産品
- 神酒 氣比の里：町内のみの限定販売品
- ニンジン（ジャム、ケーキ、ポタージュなどの生産にも利用される）